# Batalha de Águas Sêxtias
A Batalha de Águas Sextias (em latim: Bellum Aquae Sextiae) ocorreu em 102 a.C., às proximidades da localidade de Águas Sextias (atual Aix-en-Provence), na Gália Cisalpina, na qual os Romanos, comandados por Caio Mário, derrotaram a tribo dos Teutões.

## História

### Antecedentes
Em 113 a.C., uma grande massa de tribos bárbaras apareceu no nordeste da Itália, tendo os cimbros (tribo de provável origem germânica vinda das margens do mar Báltico) como grupo principal. A horda deslocava-se com as suas mulheres, crianças, gado e pertences. Carroções lhes serviam de habitação e, em caso de necessidade, de acampamento entrincheirado. Sua organização militar e armamento eram primitivos. Ao se aproximarem dos Passos Alpinos Orientais, esses bárbaros foram interceptados por um exército romano, comandado pelo cônsul Cneu Papírio Carbão. Perto da cidade de Noreia, os romanos foram derrotados e sofreram pesadas baixas. Em seguida, os cimbros marcharam para o ocidente, cruzando o Reno e irrompendo na região do curso superior do Ródano, onde se estabelecem, provisoriamente. Lá, juntou-se a eles uma outra tribo germânica, a dos teutões.
Em 109 a.C., outro exército romano, conduzido pelo cônsul, Marco Júnio Silano, enfrentou a horda bárbara e sofreu nova derrota. Permaneceu a ameaça de uma invasão da Itália por essas belicosas tribos germânicas. Quatro anos depois, em 105 a.C., cimbros e teutões moveram-se para o curso inferior do Ródano. O senado romano enviou dois exércitos para defrontá-la, um sob o comando do cônsul Cneu Málio Máximo e o outro pelo procônsul Quinto Servílio Cepião. A campanha termina em desastre. Os dois comandantes romanos não se entendem e suas tropas são aniquiladas na Batalha de Aráusio, no outono daquele ano, às proximidades da cidade de Aráusio (atual Orange).
Em Roma, o medo de uma invasão bárbara permite que Caio Mário (que já fora cônsul em 107 a.C.) assuma o consulado em 104 a.C.. Ele permaneceu no poder até que a ameaça germânica ter sido definitivamente eliminada, candidatando-se sucessivamente à reeleição nos anos seguintes.
Após saquear o território da tribo gaulesa dos arvernos, a horda dividira-se, com os cimbros dirigindo-se à Hispânia, e os teutões, ao norte da Gália Transalpina. A ameaça de uma invasão da Itália romana parece, momentaneamente, afastada, permitindo que Mário disponha de tempo para empreender uma profunda reorganização do exército romano.
Assim, quando o perigo ressurgiu, em 102 a.C., o novo exército romano já está pronto. Na Hispânia, os cimbros haviam se deparado com forte resistência da parte dos celtiberos e, abandonando o país, dirigiram-se para o norte da Gália para se reunirem aos teutões que, por sua vez, haviam sido rechaçados pelas tribos belgas. Marchando de novo para sul, os teutões dirigiram-se para o vale do Ródano enquanto os cimbros  chegaram aos Alpes orientais.
Reeleito, outra vez, para o consulado, Mario e seu colega, Quinto Lutácio Cátulo, partiram ao encontro dos bárbaros.

### A batalha
Enquanto Cátulo bloqueava a passagem dos cimbros, Caio Mário posicionou-se no Ródano em um campo fortemente entrincheirado para deter os teutões que, chegando ao local, investiram contra o acampamento romano. Por três dias, tentaram tomá-lo, mas, após sofrerem grandes perdas, desistiram e retomaram a marcha para sul.
Mário permitiu que se afastassem e levantou seu acampamento. Com marchas forçadas por caminhos secundários, conseguiu ultrapassá-los e acampou em Águas Sêxtias, ao norte de Massília (atual Marselha), junto de um pequeno rio, na margem oposta à marcha dos bárbaros. A vanguarda teutônica, desconhecendo estar diante do grosso do exército romano, atacou-lhe o campo e foi completamente aniquilada. Dois dias depois, com a chegada do resto da horda, travou-se a decisiva Batalha de Águas Sêxtias. Não dispondo de mais de 30 000 ou 40 000 homens, os romanos enfrentaram cerca de 120 000 bárbaros.
A batalha foi prolongada e feroz, mas o novo exército romano acabou se impondo. Enquanto os teutões se atiravam, em massa, contra os disciplinados legionários comandados por Mário, cinco coortes (cerca de 3 000 homens) lideradas pelo tribuno Cláudio Marcelo, que se mantiveram até então escondidas atrás de umas colinas, atacaram os bárbaros pela retaguarda. Apanhados de surpresa, pressionados pelos dois lados e incapazes de se reorganizarem, os bárbaros perderam o ímpeto de seu ataque e tentaram, cada um por si, escapar da armadilha.
A partir desse momento, a batalha se converteu em massacre e, ao final, cerca de 40 000 teutões foram mortos e outros 20 000 caíram prisioneiros dos romanos que, por seu turno, perderam menos de 1 000 homens.

### Depois da batalha
Não querendo se tornar escravas dos romanos, muitas mulheres teutônicas mataram seus filhos, e depois se suicidaram. Aprisionado pelos romanos, o rei dos teutões, Teutobode, participou do desfile triunfal de Caio Mário, em Roma, sendo, em seguida, executado. Porém, Quinto Lutácio Cátulo não conseguiu deter os cimbros e foi preciso que Mário empreendesse uma nova campanha no ano seguinte para derrotá-los, definitivamente, na Batalha de Vercelas.